# Медзана-Бильи
Медзана-Бильи (итал. Mezzana Bigli) — коммуна в Италии, располагается в регионе Ломбардия, в провинции Павия.
Население составляет 1147 человек (2008 г.), плотность населения составляет 64 чел./км². Занимает площадь 18 км². Почтовый индекс — 27030. Телефонный код — 0384.
Покровителем коммуны почитается святой Иоанн Креститель, празднование во второе воскресение октября.

## Демография
Динамика населения:

## Администрация коммуны
- Официальный сайт: https://web.archive.org/web/20080906121245/http://www.comune.mezzanabigli.pv.it/